# Димаро
Димаро (итал. Dimaro) — коммуна в Италии, располагается в области Трентино-Альто-Адидже, в провинции Тренто.
Население коммуны, на 31.12.2015 года, составляло 1298 человек, плотность населения ─ 46,74 чел./км². Площадь коммуны составляла  27,77 км². Почтовый индекс — 38025. Телефонный код — 0463.
Покровителем коммуны почитается священномученик Лаврентий, празднование 10 августа.

## Население
Динамика населения:

## Города-побратимы
- Унтердисен, Германия (1999)

## Администрация коммуны
- Официальный сайт: https://web.archive.org/web/20060212135004/http://www.comunedimaro.it/